# MAK16
MAK16 (англ. MAK16 homolog) – білок, який кодується однойменним геном, розташованим у людей на короткому плечі 8-ї хромосоми. Довжина поліпептидного ланцюга білка становить 300 амінокислот, а молекулярна маса — 35 369.
| 10         |  | 20         |  | 30         |  | 40         |  | 50         |
| ---------- |  | ---------- |  | ---------- |  | ---------- |  | ---------- |
| MQSDDVIWDT |  | LGNKQFCSFK |  | IRTKTQSFCR |  | NEYSLTGLCN |  | RSSCPLANSQ |
| YATIKEEKGQ |  | CYLYMKVIER |  | AAFPRRLWER |  | VRLSKNYEKA |  | LEQIDENLIY |
| WPRFIRHKCK |  | QRFTKITQYL |  | IRIRKLTLKR |  | QRKLVPLSKK |  | VERREKRREE |
| KALIAAQLDN |  | AIEKELLERL |  | KQDTYGDIYN |  | FPIHAFDKAL |  | EQQEAESDSS |
| DTEEKDDDDD |  | DEEDVGKREF |  | VEDGEVDESD |  | ISDFEDMDKL |  | DASSDEDQDG |
| KSSSEEEEEK |  | ALSAKHKGKM |  | PLRGPLQRKR |  | AYVEIEYEQE |  | TEPVAKAKTT |
|            |  |            |  |            |  |            |  |            |

A: Аланін

C: Цистеїн

D: Аспарагінова кислота

E: Глутамінова кислота

F: Фенілаланін

G: Гліцин

H: Гістидин

I: Ізолейцин

K: Лізин

L: Лейцин

M: Метіонін

N: Аспарагін

P: Пролін

Q: Глутамін

R: Аргінін

S: Серин

T: Треонін

V: Валін

W: Триптофан

Кодований геном білок за функцією належить до фосфопротеїнів. 
Задіяний у такому біологічному процесі, як ацетилювання. 
Локалізований у ядрі.